# Gabułtów
Gabułtów est une localité polonaise de la gmina de Kazimierza Wielka, située dans le powiat de Kazimierza en voïvodie de Sainte-Croix.